# Fra Diavolo (ópera)
Fra Diavolo, ou L'hôtellerie de Terracine (Fra Diavolo, o la Posada de Terracina) es una opéra comique en tres actos del compositor francés Daniel Auber,  a partir de un libreto del habitual colaborador de Auber, Eugène Scribe.  Se basa vagamente en la vida del líder de guerrilla y militar napolitano Michele Pezza, activo en la Italia meridional en el período 1801 a 1810, a quien apodaban Fra Diavolo ("Hermano Diablo"). 
La ópera se representó por vez primera en la Opéra-Comique en la Salle Ventadour en París el 28 de enero de 1830; Auber y Scribe prepararon una versión en italiano para la representación de Londres en 1857. Esta contenía nuevos recitativos y arias, e igualmente se ampliaron los papeles de los cómplices de Fra Diavolo. 
La ópera fue el mayor éxito de Auber, una de las obras más populares del siglo XIX y estuvo en el repertorio en su original francés así como en las versiones en italiano y en alemán.  También se preparó una traducción al inglés. Hugh MacDonald ha caracterizado esta ópera cómica como "la obra más exitosa de esta clase antes de Offenbach".
Esta ópera rara vez se representa en la actualidad; en las estadísticas de Operabase aparece con sólo 9 representaciones en el período 2005-2010.

## Personajes
| Personaje                                                  | Tesitura     | Elenco del estreno, 28 de enero de 1830 (Conductor: - ) |
| ---------------------------------------------------------- | ------------ | ------------------------------------------------------- |
| Fra Diavolo, un bandido                                    | tenor        | Jean-Baptiste Chollet                                   |
| Zerline, hija de Mathéo                                    | soprano      | Prévost                                                 |
| Lord Cockburn, un viajero inglés                           | barítono     | Féréol                                                  |
| Lady Pamela, su esposa                                     | mezzosoprano | Boulanger                                               |
| Lorenzo, un oficial de la guardia                          | tenor        | Moreau-Cinti                                            |
| Giacomo, cómplice de Fra Diavolo                           | bajo         | Fargueil                                                |
| Beppo, cómplice de Fra Diavolo                             | tenor        | Belnie                                                  |
| Mathéo, un posadero                                        | bajo         | Henry                                                   |
| Un campesino                                               | tenor        |                                                         |
| Un soldado                                                 | tenor        |                                                         |
| Francesco, el hombre más rico en cinco millas a la redonda | papel mudo   |                                                         |
| Jean-Jacques, sirviente de Lord Cockburn                   | mudo o coro  |                                                         |
| John, sirviente de Matheo                                  | mudo o coro  |                                                         |

## Argumento
Zerline, hija del posadero de Terracina, está enamorado de un soldado empobrecido, Lorenzo, pero su padre quiere que se case con el rico y viejo Francesco. Lorenzo persigue al tristemente célebre bandido Fra Diavolo. El propio Diavolo llega a la posada disfrazado de marqués y roba a dos viajeros ingleses, Lord y Lady Cockburn. Lorenzo consigue recuperar parte de los bienes robados y se ve recompensado con suficiente dinero para casarse con Zerline. Diavolo está decidido a robar a los viajeros de nuevo y coge a dos subalternos cómicos, Giacomo y Beppo. Por la noche los tres hombres se cuelan en la habitación de Zerline y le roban su dote. Lorenzo aparece y confunde al supuesto marqués con un rival por el amor de Zerline. Al día siguiente Zerline tiene que casarse a la fuerza con Francesco ahora que carece de dote. Diavolo instruye a sus adláteres de que le avisen cuando Lorenzo y sus soldados abandonen la ciudad, de manera que pueda robar de nuevo con seguridad, pero Zerline los reconoce entre la multitud y engaña a Diavolo para que aparezca y sea arrestado cuando se da la señal convenida. De nuevo, Zerline queda libre para casarse con Lorenzo.

## Grabaciones
- Urania URLP-204: Irma Beilke, Marie Louise Schlip, Hans Hopf, Lorenz Fehenberger, Karl Wessly, Arno Schellenberg, Gottlob Frick, Kurt Böhme; Coro de la Ópera Estatal de Dresde; Staatskapelle Dresden; Karl Elmendorff, director[3]
- EMI Classics: Nicolai Gedda, Mady Mesplé, Jane Berbié, Jules Bastin, Conjunto coral Jean Laforge, Orquesta Filarmónica de Montecarlo; Marc Soustrot, conductor (1984)[2]

## Película
Extendiendo y rebautizando los papeles de Beppo y Giacomo, respectivamente, Laurel y Hardy protagonizaron como "Stanlio" y "Ollio" en la película de 1933 Fra Diavolo (a veces titulada The Devil's Brother or Bogus Bandits) basada en la ópera de Auber. No hay mucho canto en la película. Gran parte del material para el coro está intacto, y Diavolo tiene tres números; sin embargo, Zerline sólo canta la pequeña parte imprescindible para la trama (cantando cuando se desviste), Stanlio y Ollio sólo repiten canciones oídas por otros, y nadie más canta.